# Gyimesi-szoros
A Gyimesi-szoros Erdély egyik nevezetes szorosa a Keleti-Kárpátokban.
A Gyimesi-szoroson át vezető út a csiki-hegycsoport gerincén keresztül, Csíkszépvíz felől a Tatros völgyébe vezet, ez képezve a Gyimesi völgyet, mely eleinte észak-északkelet felé húzódik, majd Gyimesbükknél 720 méter magasságban délkelet felé fordul.
A Tatros völgye a Csíki-hegység egyik legnagyobb völgye, melytől nyugatra a Kerekhavas (1376 m), keletre a Bothavas (1374 m) emelkedik; míg az egykori gyimesi vám és a gyimesbükki Rákóczi-vár fölött a Tarhavas (1662 m) tornyosul. Benne Gyimesfelsőlok, Gyimesközéplok és Gyimesbükk községek fekszenek.

## Nevezetességek
- Rákóczi-vár
- Ezeréves határ